# Walter Short
Walter Campbell Short (ur. 30 marca 1880 w Fillmore, zm. 9 marca 1949 w Dallas) – amerykański wojskowy, generał US Army, dowódca lądowej obrony Hawajów w czasie ataku na Pearl Harbor.

## Życiorys
Walter C. Short ukończył w 1901 roku University of Illinois, w marcu następnego roku rozpoczął służbę w armii. W pierwszych latach kariery służył między innymi na Filipinach i Alasce, jesienią 1914 roku objął dowodzenie 12. Dywizją Piechoty. W 1916 roku uczestniczył w ekspedycji generała Pershinga do Meksyku przeciwko Pancho Villi. Po przystąpieniu Stanów Zjednoczonych do działań I wojny światowej został wysłany do Europy jako oficer sztabowy 1 Dywizji Piechoty. Za swe zasługi w tym okresie został odznaczony Distinguished Service Medal i awansowany do tymczasowego stopnia podpułkownika.
Po zakończeniu wojny otrzymał stanowisko instruktora w Fort Leavenworth, a następnie asystenta szefa sztabu 6. Dywizji Piechoty, w stałym stopniu kapitana, następnie majora. W latach 20. służył między innymi w sekcji Dalekiego Wschodu wywiadu wojskowego i ponownie instruktor w Fort Leavenworth. W 1925 roku ukończył Army War College. W grudniu 1936 roku awansował do stopnia jednogwiazdkowego generała (Brigadier General), w styczniu 1938 roku objął dowodzenie 2 Dywizją Piechoty, w roku następnym 1. Dywizji. W 1940 roku został awansowany do stopnia generała majora (Major General).
7 lutego 1941 roku został mianowany dowódcą Army's Hawaiian Department, odpowiedzialnym za lądową i współodpowiedzialnym za powietrzną obronę terytorium Hawajów, w tymczasowej randze generała porucznika (Lieutenant General). Wraz z admirałem Husbandem E. Kimmelem został zupełnie zaskoczony przez japoński atak 7 grudnia 1941 roku. Oskarżany o zaniedbania i niekompetencję, które doprowadziły do klęski, kilkanaście dni później został odwołany ze stanowiska, a w marcu 1942 roku emerytowany w stopniu generała majora. Pracował w Ford Motor Company w Dallas, podejmując próby oczyszczenia swojego nazwiska. Zmarł w 1949 roku i został pochowany z honorami wojskowymi na Narodowym Cmentarzu w Arlington.
Wielu współczesnych historyków znacznie łagodniej ocenia działania generała Shorta i admirała Kimmela. W 1999 roku obaj zostali oczyszczeni rezolucją Senatu. W 2005 roku ukazała się, nakładem Naval Institute Press, jego biografia Day of Lightning, Years of Scorn: Walter C. Short and the Attack on Pearl Harbor, pióra Charlesa R. Andersona.